# Vranić (Suva Reka)
Pour les articles homonymes, voir Vranić.
Vraniq en albanais et Vranić en serbe latin (en serbe cyrillique : Вранић) est une localité du Kosovo située dans la commune/municipalité de Theranda/Suva Reka et dans le district de Prizren/Prizren. Selon le recensement de 2011, elle compte 2 051 habitants, dont une majorité d'Albanais.

## Démographie

### Évolution historique de la population
| 1948 | 1953 | 1961  | 1971  | 1981  | 1991  | 2011  |
| ---- | ---- | ----- | ----- | ----- | ----- | ----- |
| 791  | 889  | 1 039 | 1 423 | 1 789 | 2 107 | 2 051 |

|  |